# Współczynnik sprężystości objętościowej

Ilustracja kompresji izometrycznej

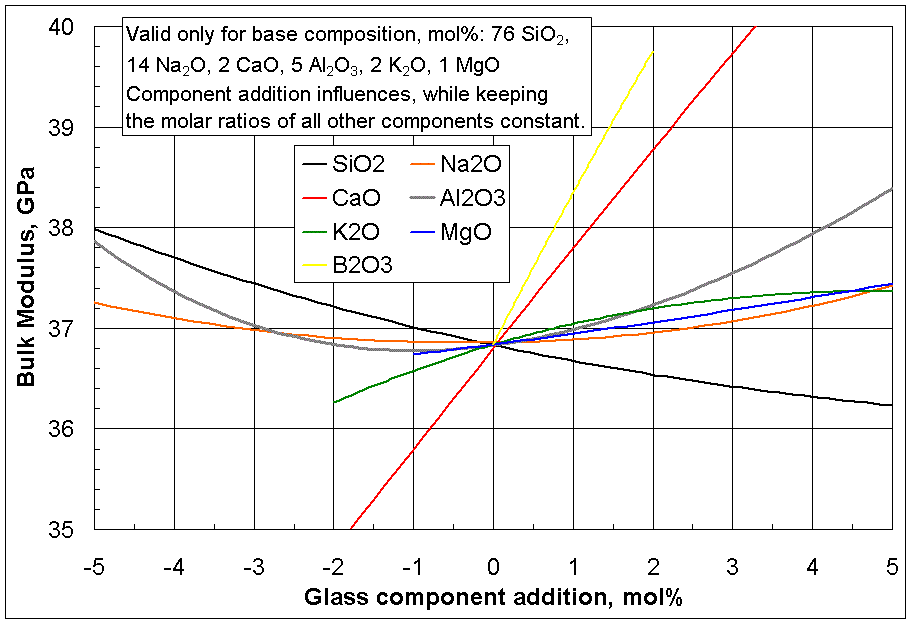
Wpływ zawartości składników na współczynnik sprężystości szkła

Współczynnik sprężystości objętościowej, moduł Helmholtza, moduł odkształcalności objętościowej – wielkość uzależniająca odkształcenie objętościowe materiału od naprężenia jakie w nim występuje. Opisuje ona odporność ciała izotropowego na zmianę objętości, gdy jest ono poddane kompresji izometrycznej (jednolitej w każdym kierunku).
Moduł sprężystości objętościowej {\displaystyle K} formalnie określa wyrażenie:
{\displaystyle K=-V{\frac {\partial p}{\partial V}}}
gdzie:
{\displaystyle p} – ciśnienie; {\displaystyle V} – objętość; {\displaystyle \partial p/\partial V} – pochodna cząstkowa ciśnienia względem objętości.
Niektóre materiały mają ujemny współczynnik sprężystości objętościowej. Przyczyną tego jest przesuwanie się elementów kryształu pod wpływem ciśnienia lub zmiana wiązań chemicznych.

## Zależności
Przykładem niech będzie kula żelazna, jej współczynnik sprężystości 160 GPa (gigapaskali), co znaczy, że do zmniejszenia jej objętości o 0,5% potrzebne jest ciśnienie 0,005×160 GPa = 0,8 GPa. Jeżeli kulę tę natomiast poddamy ciśnieniu 100 MPa, jej objętość zmniejszy się 100 MPa/160 GPa razy = 0,000625 objętości początkowej, czyli 0,0625%.
W technice używa się także innych modułów do opisu deformacji materiału w wyniku różnych rodzajów nacisku: moduł Younga opisuje reakcję na liniowe naprężenie, moduł Kirchhoffa opisuje zachowanie się ciała przy ścinaniu. W cieczach współczynniki te nie mają zastosowania, tylko moduł ściśliwości jest miarodajny. Dla anizotropowych ciał stałych, jak drewno i papier, współczynniki te nie zawierają wystarczających informacji, aby opisać zachowanie tych ciał, i trzeba korzystać z pełnego prawa Hooke opisanego tensorami.
Proces zmiany objętości ciała jest procesem termodynamicznym, dlatego współczynnik sprężystości objętościowej jest wielkością z zakresu termodynamiki, co czyni niezbędnym wskazanie jak temperatura danego ciała zmienia się w wyniku wywierania nacisku: rozróżnia się np. współczynnik sprężystości objętościowej w stałej temperaturze {\displaystyle (K_{T}),} współczynnik sprężystości objętościowej w stałej entalpii (proces adiabatyczny {\displaystyle K_{S}}), jak i dla innych procesów. W praktyce różnice między procesami mają znaczenie jedynie w przypadku gazów.
| Współczynnik sprężystości objętościowej dla przykładowych materiałów [Pa] | Współczynnik sprężystości objętościowej dla przykładowych materiałów [Pa] |
| ------------------------------------------------------------------------- | ------------------------------------------------------------------------- |
| woda                                                                      | 2,2×109 (wartość wzrasta z ciśnieniem)                                    |
| powietrze                                                                 | 1,42×105 (adiabatyczny)                                                   |
| powietrze                                                                 | 1,01×105 (w stałej temperaturze)                                          |
| stal                                                                      | 1,6×1011                                                                  |
| szkło                                                                     | 3,5×1010 do 5,5×1010                                                      |
| diament                                                                   | 4,42×1011                                                                 |
| hel w formie stałej                                                       | 5×107 (w przybliżeniu)                                                    |

W przypadku gazów adiabatyczny współczynnik sprężystości objętościowej {\displaystyle K_{S}} jest przybliżony następującym wyrażeniem:
{\displaystyle K_{S}=\kappa \,p}
gdzie:
{\displaystyle \kappa } – wykładnik adiabaty; {\displaystyle p} – ciśnienie.
W przypadku cieczy i ciał stałych, współczynnik sprężystości objętościowej {\displaystyle K} i gęstość {\displaystyle \rho } określa prędkość dźwięku {\displaystyle c} (podłużnych fale ciśnienia), zgodnie z równaniem:
{\displaystyle c={\sqrt {\frac {K}{\rho }}}.}
Substancje w stanie stałym oprócz fal podłużnych przenoszą też fale poprzeczne, ich prędkość zależy od modułu sprężystości postaciowej.

## Związek z innymi współczynnikami
Współczynnik sprężystości objętościowej {\displaystyle (K)} to odwrotność współczynnika ściśliwości {\displaystyle (\beta )}:
{\displaystyle \beta ={\frac {1}{K}}}
gdzie:
{\displaystyle \beta } – współczynnik ściśliwości [Pa−1]; {\displaystyle K} – współczynnik sprężystości objętościowej [Pa].
Współczynnik sprężystości objętościowej związany jest z modułem Younga i współczynnikiem Poissona wzorem:
{\displaystyle K={\frac {E}{3(1-2\nu )}}}
gdzie:
{\displaystyle E} – moduł Younga; {\displaystyle \nu } – współczynnik Poissona.